# Veintiuno de Marzo, Jalisco
Veintiuno de Marzo är en ort i Mexiko.   Den ligger i kommunen Tuxpan och delstaten Jalisco, i den södra delen av landet, 400 km väster om huvudstaden Mexico City. Veintiuno de Marzo ligger 1 118 meter över havet och antalet invånare är 276.
Terrängen runt Veintiuno de Marzo är kuperad åt sydväst, men åt nordost är den platt. Runt Veintiuno de Marzo är det glesbefolkat, med 20 invånare per kvadratkilometer. Närmaste större samhälle är Ciudad Guzmán, 19,8 km norr om Veintiuno de Marzo. I omgivningarna runt Veintiuno de Marzo växer huvudsakligen savannskog.